# Adam Bartoš

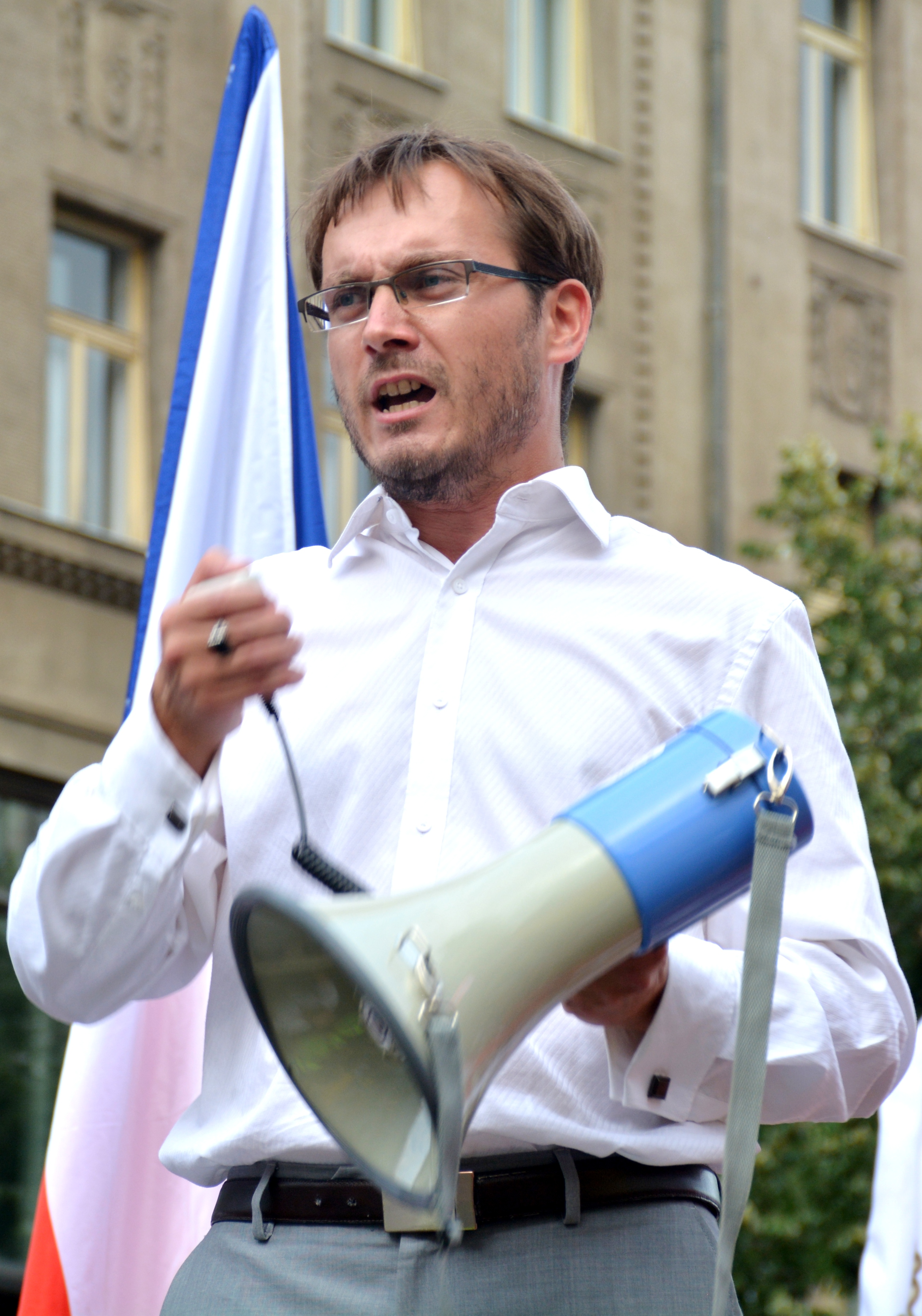
Adam Bartoš (2015)

Adam Bartoš (* 15. Januar 1980 in Rychnov nad Kněžnou), mit vollem Namen Adam Benjamin Bartoš, ist ein tschechischer Politiker, Journalist und Schriftsteller, der in Tschechien mit seinen antisemitischen und homophoben Auftritten und Verschwörungstheorien aufgefallen ist.

## Politische Karriere
Bartoš arbeitete als Redakteur der Internet-Nachrichtenportale Aktuálně.cz und iDNES.cz; wegen seiner radikalen Ansichten musste er sie verlassen und gründete sein eigenes Portal prvnizpravy.cz sowie freeglobe.cz, wo er sich mit verschiedenen Verschwörungstheorien beschäftigt. So bezichtigte er diverse Persönlichkeiten, vom Illuminatenorden gesteuert zu werden oder Agent der Freimaurer zu sein und in der 461. Episode der Fernsehserie Die Simpsons entdeckte er Anzeichen für einen Atombomben-Attentatplan in Berlin während der Frauenfußball-Weltmeisterschaft 2011. Für diesen Blog erhielt er 2011 den Negativpreis Bludný balvan in Bronze für pseudowissenschaftliche Betätigung.
Im Januar 2014 wurde er zum Vorsitzenden der Partei Národní demokracie gewählt, die allgemein als „rechtsaußen“ und nationalistisch betrachtet wird. Bartoš erstellte ein öffentliches Verzeichnis mit Persönlichkeiten, denen man vorwerfen könnte, ideell den Meinungen des früheren Präsidenten Václav Havel nahezustehen (wofür er Lob des Präsidenten Václav Klaus erhielt: die Liste sei „genial“).
Nachdem er 2012 die Meinung äußerte, die Medien stünden unter Kontrolle der Juden, fing er an, eine ebenfalls öffentliche Liste jüdischer Persönlichkeiten zu erstellen und zu erweitern, was ihm 2014 eine Untersuchung des tschechischen Amtes für Datenschutz einbrachte und den Vorwurf des Antisemitismus seitens der Prager Jüdischen Gemeinde.
Im März 2015 stellte er mit anderen Angehörigen seiner Partei an einem prominenten Ort eine Tafel auf über die „Notwendigkeit der Lösung der jüdischen Frage, was noch nicht zufriedenstellend geschah“ (und veröffentlichte das Foto davon); es geschah am Ort der Ermordung des tschechischen Mädchens Anežka Hrůzová, bekannt aus dem Fall Hilsner in Polná, in dem der jüdische Schuster Hilsner ohne Beweise für schuldig befunden wurde; unter Verweis auf einen möglichen Ritualmord sollten antisemitische Ressentiments mit Absicht gestärkt werden. Auch diesbezüglich wurde eine strafrechtliche Verfolgung eingeleitet.
Ebenfalls 2015 bedrängte er die Initiatoren der alljährlichen Veranstaltung Prague Pride, einer dortigen Abwandlung von Christopher Street Day, die Feierlichkeiten abzusagen, weil sich seine Partei dagegen mit allen Mitteln auflehnen werde – bis hin zur Liquidierung.
Und ebenfalls 2015 gehörte Bartoš zu den Initiatoren einer Demonstration gegen die Aufnahme von Flüchtlingen in Tschechien; dabei trug er einen Galgen in der Hand und drohte, dass er – falls die Regierung die Flüchtlinge nicht aus dem Lande fern halte – dies selber tun würde; einige Teilnehmer der Demonstration trugen Großplakate mit Galgen (auch für diese Aktion läuft ein Verfahren).
In den Medien wird häufig ebenfalls kritisiert, dass ein Aktivist mit derart extremen Ansichten dennoch gute Beziehungen zu höchsten Stellen hat – Bartoš wurde in der Vergangenheit unter anderem vom Präsidenten Tschechiens Miloš Zeman auf der Prager Burg empfangen.
Am 21. Januar 2016 haben Kateřina Dejmalová, Ehefrau des verstorbenen Dissidenten und Ministers Ivan Dejmal, und Karel Šling, Sohn des 1952 im sogenannten Slánský-Prozess hingerichteten Politikers Otto Šling, eine Strafanzeige gegen Bartoš wegen antisemitischer Umtriebe und Verachtung der Menschenrechte erstattet.

## Werke

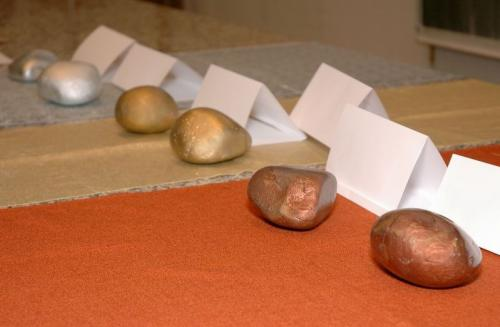
Preis „Bludný balvan“ für pseudowissenschaftliche Werke in Gold, Silber und Bronze

- Obřezaná republika. Chystá se v ČR nový Izrael?, Bodyart Press 2014, ISBN 978-80-87525-24-1
- Zpověď. Jsem antisemita? Selbstverlag 2014, ISBN 978-80-905861-0-9
- Obřezaná republika. Díl I. T. G. Masaryk a Židé, Selbstverlag 2014, ISBN 978-80-905861-2-3
- Klukova dobrodružství. 7 pohádek na dobrou noc,k Selbstverlag 2014, ISBN 978-80-905861-1-6, Co-Autor: Kristián Adam Bartoš
- Národní demokracie 2014: sborník textů k 1. výročí založení Národní demokracie (Herausgeber), Selbstverlag 2015, ISBN 978-80-905861-3-0)